# Abrest
Abrest (okzitanisch Abrèt) ist eine französische Gemeinde mit 2927 Einwohnern (Stand 1. Januar 2022) im Département Allier in der Region Auvergne-Rhône-Alpes. Sie gehört zum Arrondissement Vichy und zum Kanton Vichy-2.

## Geografie
Die Gemeinde Abrest liegt am Allier und grenzt unmittelbar südlich an die Stadt Vichy. Der links des Allier gelegene Ortsteil La Tour hat keine Brücken- oder Fährverbindung zum Kernort auf der rechten Seite des Flusses. Nachbargemeinden von Abrest sind Vichy im Norden, Le Vernet im Nordosten, Busset im Südosten, Saint-Yorre und Hauterive im Süden, Brugheas im Westen sowie Bellerive-sur-Allier im Nordwesten.

## Bevölkerungsentwicklung
| Jahr                       | 1962 | 1968 | 1975 | 1982 | 1990 | 1999 | 2006 | 2015 | 2022 |
| Einwohner                  | 1874 | 2026 | 2248 | 2309 | 2544 | 2428 | 2530 | 2904 | 2927 |
| Quellen: Cassini und INSEE |      |      |      |      |      |      |      |      |      |

## Sehenswürdigkeiten
- ursprünglich gotische Kirche St-Hilaire, rekonstruiert im 19. Jahrhundert
- Schloss Chaussins, ein vom 14. bis ins 16. Jahrhundert erbautes Schloss, Monument historique[1]
- Schloss Quinssat aus dem 17. Jahrhundert
- Tour médiévale du Maubet, ein Turm aus dem 8. Jahrhundert
- Haus der ehemaligen Kirchengemeinde der Diocèse de Clermont, erbaut im 16. Jahrhundert

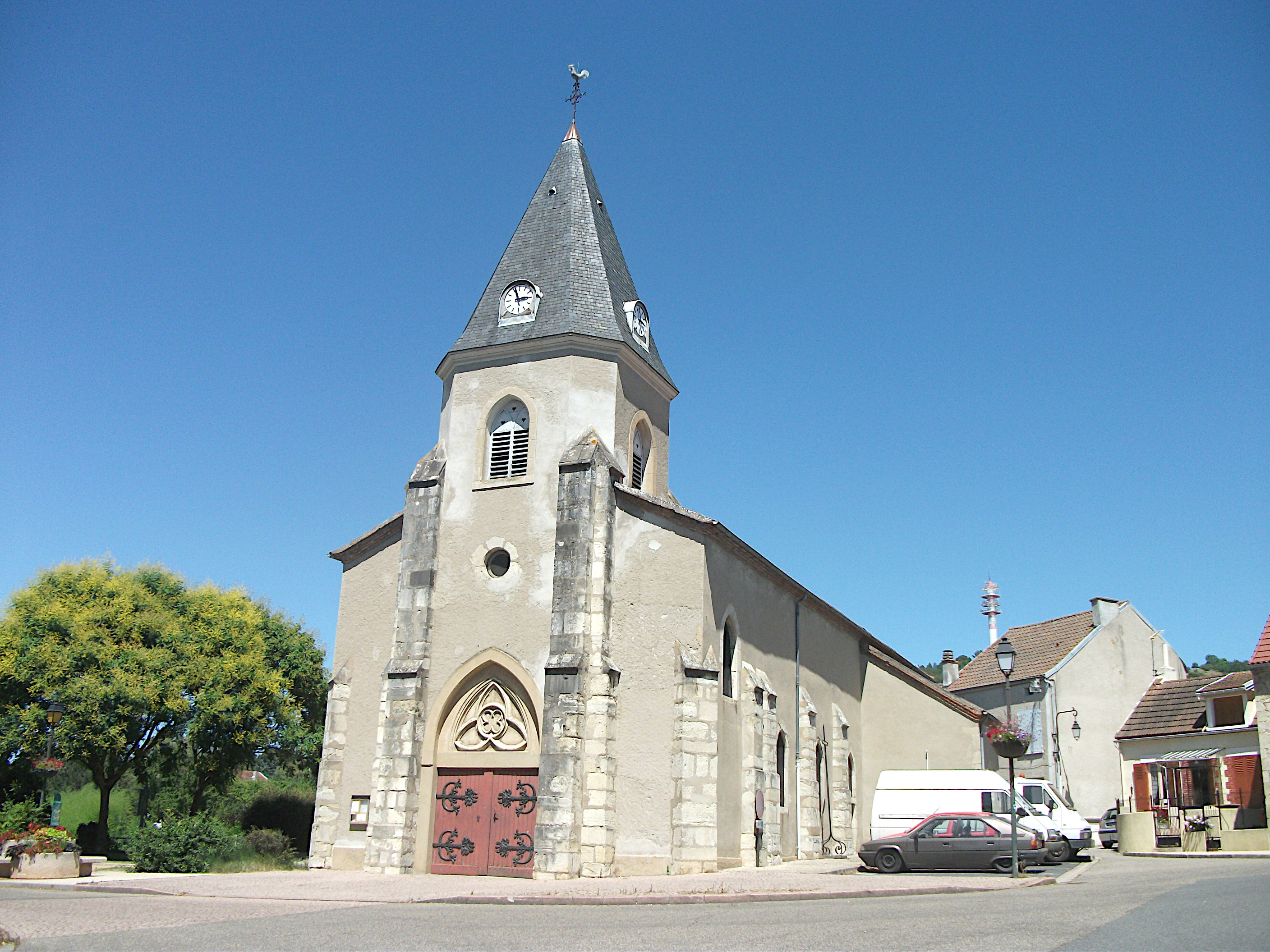
Kirche St-Hilaire
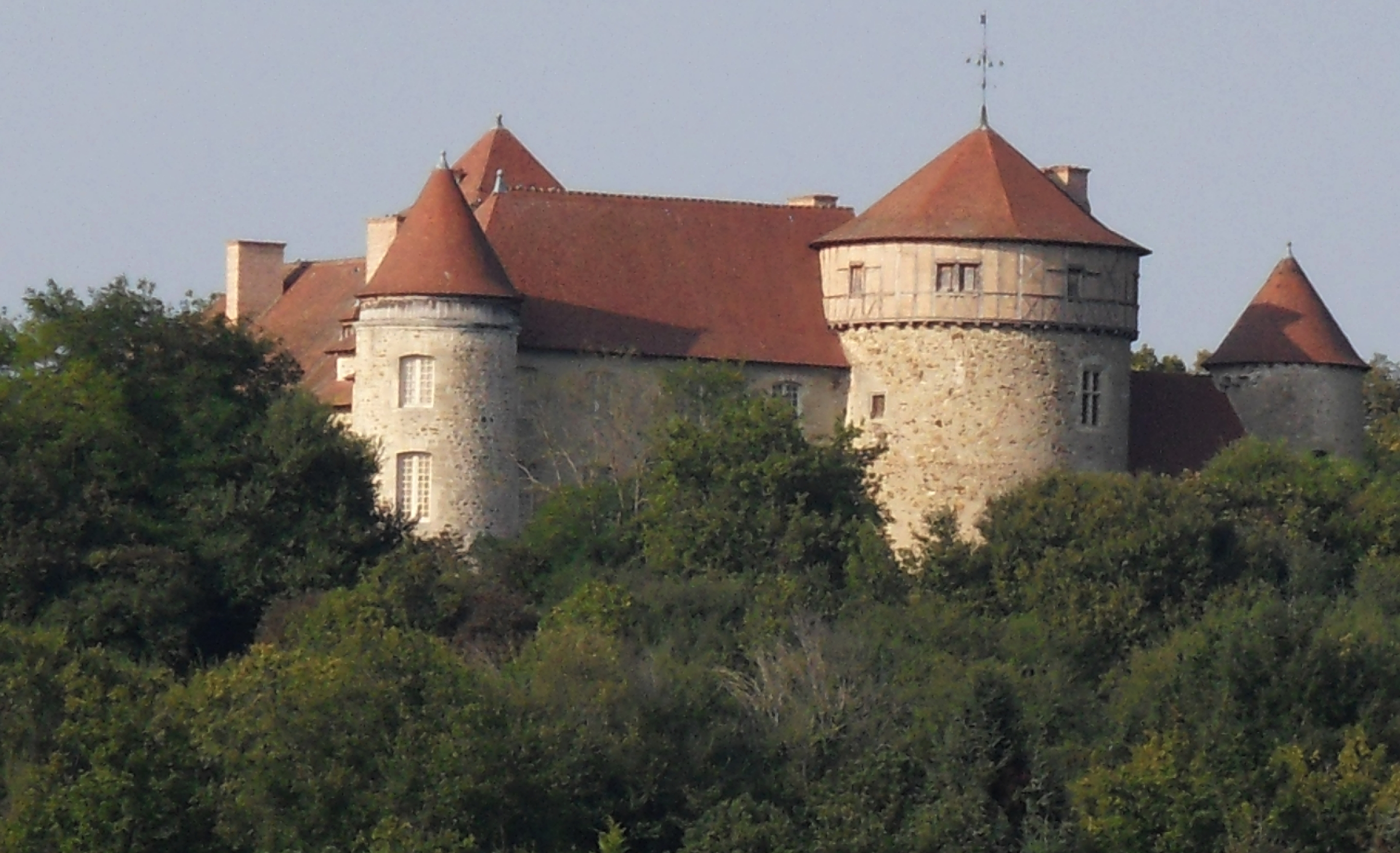
Schloss Chaussins
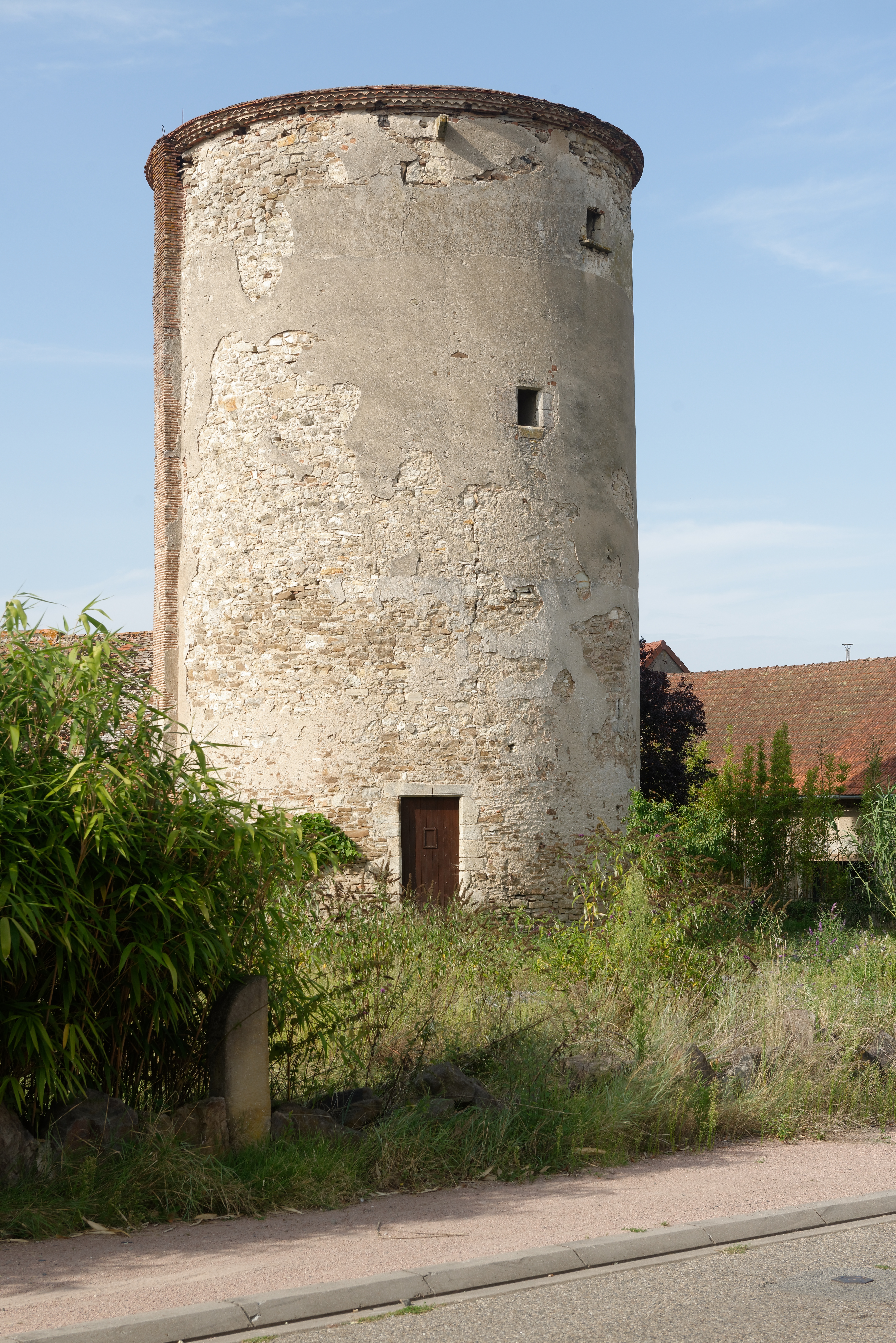
Tour médiévale du Maubet
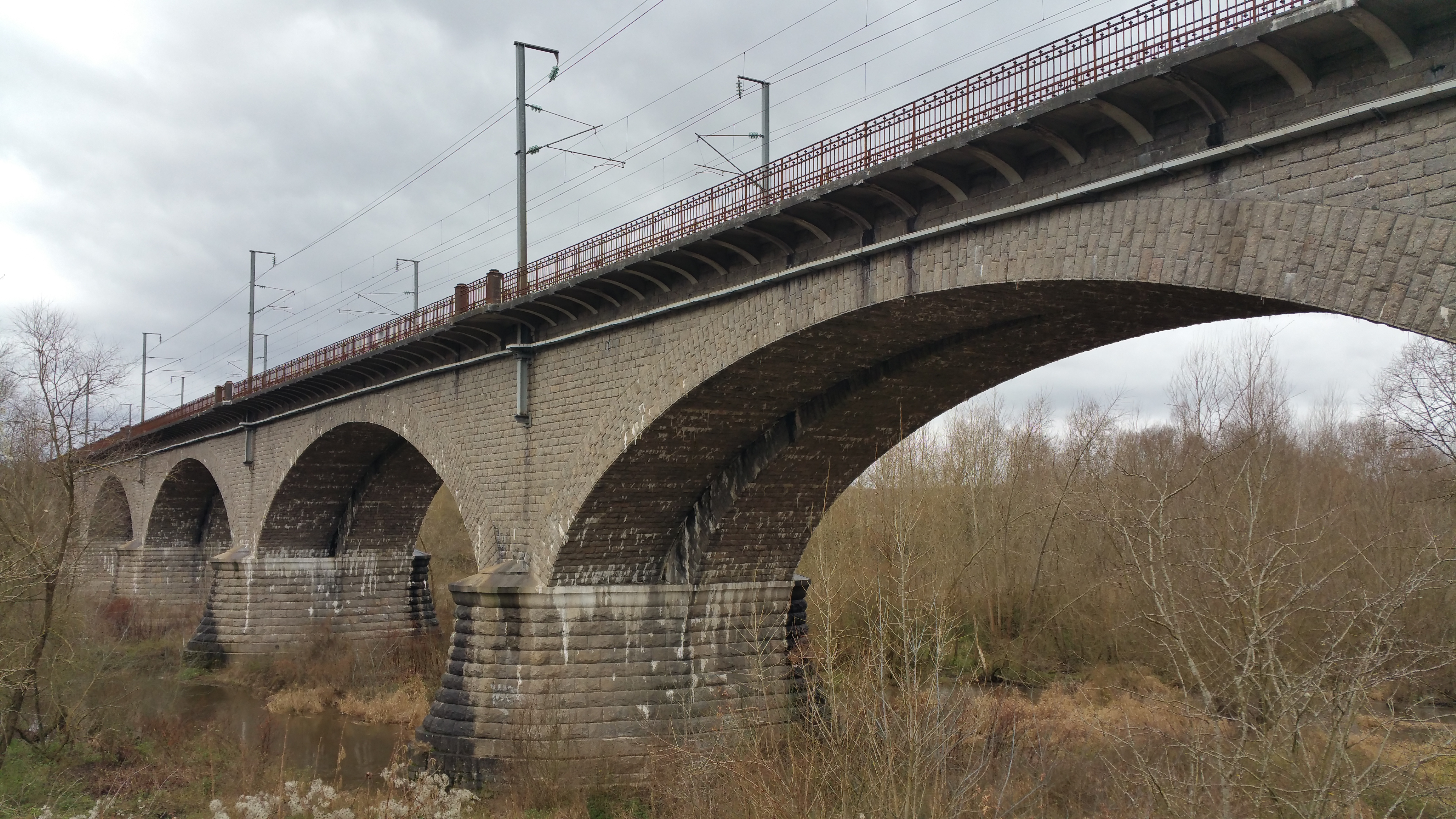
Eisenbahnbrücke über den Allier
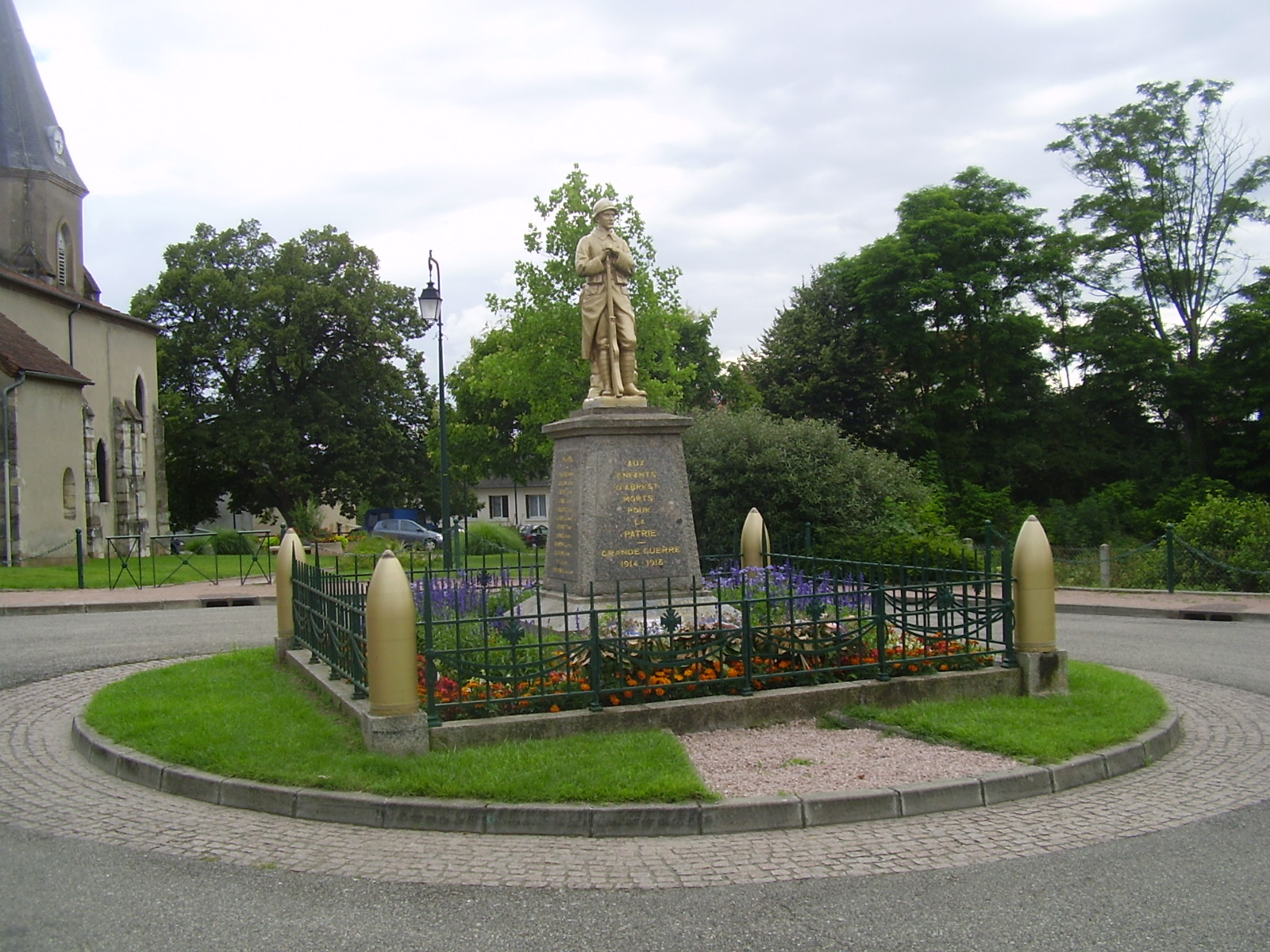
Gefallenendenkmal

## Belege
1. ↑  Château de Chaussins in der Base Mérimée des französischen Kulturministeriums (französisch)